# Остос, Хулио
Хулио Эдуардо Остос (род. исп. Julio Eduardo Ostos; 10 декабря 1953) — венесуэльский шахматист, международный мастер (1978).
Пятикратный Чемпион Венесуэлы (1974, 1980, 1985, 1987 и 2000).
В составе сборной Венесуэлы участник двенадцати шахматных олимпиад (1976—1982, 1988—1990, 1996, 2000—2006, 2012).

## Изменения рейтинга
| Графики недоступны из-за технических проблем. См. информацию на Фабрикаторе и на mediawiki.org. |